# Az Oregon Ducks softballcsapata
Az Oregon Ducks softballcsapata a Pac-12 Conference tagjaként a National Collegiate Athletic Association I-es divíziójában képviseli az Oregoni Egyetemet. Vezetőedzőjük Melyssa Lombardi, hazai sportlétesítményük a Jane Sanders Stadion. Nyolc Women’s College World Seriesen vettek részt.

## Vezetőedzők és edzők
| Szezon(ok) | Edző              | Eredmény  | Arány |
| ---------- | ----------------- | --------- | ----- |
| 1974–79    | Becky Sisley      | 57–59     | .491  |
| 1982       | Nancy Platz       | 18–12     | .600  |
| 1981       | John Feeney       | 8–19      | .296  |
| 1982       | Charles Sylvester | 8–13      | .381  |
| 1983–85    | P. J. Harlin      | 42–79     | .347  |
| 1986–89    | Teresa Wilson     | 126–104   | .548  |
| 1990–96    | Tami Brown        | 192–154   | .548  |
| 1997–2001  | Rick Gamez        | 168–164–1 | .506  |
| 2002       | Brent Rincon      | 24–30     | .444  |
| 2002–09    | Kathy Arendsen    | 234–176   | .571  |
| 2010–18    | Mike White        | 435–111–1 | .796  |
| 2019–      | Melyssa Lombardi  | 155–85    | .646  |

Edzők
- Melyssa Lombardi, vezetőedző
- Sam Marder, vezetőedző-helyettes
- Sydney Romero, társedző
- Alyssa Palomino-Cardoza, társ- és önkéntes edző
- Kaelin Jackson, erőnléti edző

## Konferenciabajnokságok eredményei
| Szezon | Konferencia       | Vezetőedző | Eredmény |
| ------ | ----------------- | ---------- | -------- |
| 2013   | Pac-12 Conference | Mike White | 19–5     |
| 2014   | Pac-12 Conference | Mike White | 20–3–1   |
| 2015   | Pac-12 Conference | Mike White | 21–3     |
| 2016   | Pac-12 Conference | Mike White | 20–4     |
| 2018   | Pac-12 Conference | Mike White | 21–3     |

## Eredmények szezononként
| Szezon                                                                             | Vezetőedző        | Összesített eredmény | Összesített eredmény | Összesített eredmény | Összesített eredmény | Konferenciaeredmény | Konferenciaeredmény | Konferenciaeredmény | Konferenciaeredmény | Konferenciahelyezés | NCAA-bajnokság                        | Végső helyezés |
| Szezon                                                                             | Vezetőedző        | GY                   | V                    | D                    | %                    | GY                  | V                   | D                   | %                   | Konferenciahelyezés | NCAA-bajnokság                        | Végső helyezés |
| ---------------------------------------------------------------------------------- | ----------------- | -------------------- | -------------------- | -------------------- | -------------------- | ------------------- | ------------------- | ------------------- | ------------------- | ------------------- | ------------------------------------- | -------------- |
| 1974                                                                               | Becky Sisley      | 3                    | 8                    | 0                    | .273                 | 0                   | 0                   | 0                   | –                   | –                   | –                                     | –              |
| 1975                                                                               | Becky Sisley      | 5                    | 7                    | 0                    | .417                 | 0                   | 0                   | 0                   | –                   | –                   | –                                     | –              |
| 1976                                                                               | Becky Sisley      | 16                   | 6                    | 0                    | .727                 | 0                   | 0                   | 0                   | –                   | –                   | AIAW World Series 2. kör              | –              |
| 1977                                                                               | Becky Sisley      | 12                   | 9                    | 0                    | .517                 | 0                   | 0                   | 0                   | –                   | –                   | –                                     | –              |
| 1978                                                                               | Becky Sisley      | 4                    | 13                   | 0                    | .235                 | 0                   | 0                   | 0                   | –                   | –                   | –                                     | –              |
| 1979                                                                               | Becky Sisley      | 17                   | 16                   | 0                    | .515                 | 0                   | 0                   | 0                   | –                   | –                   | –                                     | –              |
| 1980                                                                               | Nancy Platz       | 18                   | 12                   | 0                    | .600                 | 0                   | 0                   | 0                   | –                   | –                   | AIAW World Series 3. kör              | –              |
| 1981                                                                               | John Feeney       | 8                    | 19                   | 0                    | .296                 | 0                   | 0                   | 0                   | –                   | –                   | –                                     | –              |
| 1982                                                                               | Charles Sylvester | 8                    | 13                   | 0                    | .381                 | 0                   | 0                   | 0                   | –                   | –                   | –                                     | –              |
| 1983                                                                               | P. J. Harlin      | 6                    | 21                   | 0                    | .222                 | 0                   | 0                   | 0                   | –                   | –                   | –                                     | –              |
| 1984                                                                               | P. J. Harlin      | 17                   | 33                   | 0                    | .340                 | 0                   | 0                   | 0                   | –                   | –                   | –                                     | –              |
| 1985                                                                               | P. J. Harlin      | 19                   | 25                   | 0                    | .432                 | 0                   | 0                   | 0                   | –                   | –                   | –                                     | –              |
| 1986                                                                               | Teresa Wilson     | 17                   | 30                   | 0                    | .362                 | 0                   | 0                   | 0                   | –                   | –                   | –                                     | –              |
| 1987                                                                               | Teresa Wilson     | 23                   | 30                   | 0                    | .434                 | 2                   | 8                   | 0                   | .200                | 5.                  | –                                     | –              |
| 1988                                                                               | Teresa Wilson     | 32                   | 26                   | 0                    | .552                 | 9                   | 11                  | 0                   | .450                | 3.                  | –                                     | –              |
| 1989                                                                               | Teresa Wilson     | 54                   | 18                   | 0                    | .750                 | 13                  | 7                   | 0                   | .650                | 2.                  | Women’s College World Series 3. kör   | –              |
| 1990                                                                               | Tami Brown        | 35                   | 23                   | 0                    | .603                 | 9                   | 9                   | 0                   | .500                | T–3.                | Regionális elődöntő                   | –              |
| 1991                                                                               | Tami Brown        | 29                   | 29                   | 0                    | .500                 | 4                   | 16                  | 0                   | .200                | 5.                  | –                                     | –              |
| 1992                                                                               | Tami Brown        | 26                   | 28                   | 0                    | .481                 | 5                   | 13                  | 0                   | .278                | 5.                  | –                                     | –              |
| 1993                                                                               | Tami Brown        | 18                   | 16                   | 0                    | .529                 | 8                   | 8                   | 0                   | .500                | 5.                  | –                                     | –              |
| 1994                                                                               | Tami Brown        | 38                   | 22                   | 0                    | .633                 | 12                  | 12                  | 0                   | .500                | 4.                  | Regionális döntő                      | –              |
| 1995                                                                               | Tami Brown        | 25                   | 26                   | 0                    | .490                 | 12                  | 15                  | 0                   | .444                | 5.                  | –                                     | –              |
| 1996                                                                               | Tami Brown        | 21                   | 30                   | 0                    | .412                 | 5                   | 18                  | 0                   | .217                | 7.                  | –                                     | –              |
| 1997                                                                               | Rick Gamez        | 24                   | 35                   | 1                    | .408                 | 9                   | 19                  | 0                   | .321                | T–6.                | –                                     | –              |
| 1998                                                                               | Rick Gamez        | 40                   | 31                   | 0                    | .563                 | 10                  | 18                  | 0                   | .357                | 5.                  | Regionális döntő                      | 20.            |
| 1999                                                                               | Rick Gamez        | 40                   | 29                   | 0                    | .580                 | 10                  | 18                  | 0                   | .357                | T–6.                | Regionális elődöntő                   | 25.            |
| 2000                                                                               | Rick Gamez        | 36                   | 29                   | 0                    | .554                 | 6                   | 15                  | 0                   | .286                | T–7.                | Regionális elődöntő                   | 16.            |
| 2001                                                                               | Rick Gamez        | 28                   | 40                   | 0                    | .412                 | 1                   | 20                  | 0                   | .048                | 8.                  | –                                     | –              |
| 2002                                                                               | Brent Rincon      | 24                   | 30                   | 0                    | .444                 | 2                   | 19                  | 0                   | .095                | 8.                  | –                                     | –              |
| 2003                                                                               | Kathy Arendsen    | 37                   | 19                   | 0                    | .661                 | 10                  | 11                  | 0                   | .476                | T–3.                | Regionális döntő                      | 16.            |
| 2004                                                                               | Kathy Arendsen    | 42                   | 21                   | 0                    | .667                 | 10                  | 11                  | 0                   | .476                | 6.                  | Regionális döntő                      | 12.            |
| 2005                                                                               | Kathy Arendsen    | 36                   | 25                   | 0                    | .590                 | 7                   | 14                  | 0                   | .333                | 7.                  | Norman regionális döntő               | 23.            |
| 2006                                                                               | Kathy Arendsen    | 24                   | 29                   | 0                    | .453                 | 5                   | 16                  | 0                   | .238                | 8.                  | –                                     | –              |
| 2007                                                                               | Kathy Arendsen    | 44                   | 19                   | 0                    | .698                 | 7                   | 14                  | 0                   | .333                | 7.                  | Columbia regionális döntő             | 22.            |
| 2008                                                                               | Kathy Arendsen    | 35                   | 29                   | 0                    | .547                 | 5                   | 16                  | 0                   | .238                | 8.                  | Norman regionális döntő               | –              |
| 2009                                                                               | Kathy Arendsen    | 16                   | 34                   | 0                    | .320                 | 3                   | 18                  | 0                   | .143                | 8.                  | –                                     | –              |
| 2010                                                                               | Mike White        | 36                   | 21                   | 0                    | .632                 | 8                   | 13                  | 0                   | .381                | T–6.                | Columbia Super Regional               | 14.            |
| 2011                                                                               | Mike White        | 42                   | 16                   | 0                    | .724                 | 11                  | 10                  | 0                   | .524                | T–3.                | Gainesville Super Regional            | 15.            |
| 2012                                                                               | Mike White        | 45                   | 18                   | 0                    | .714                 | 12                  | 9                   | 0                   | .571                | 3.                  | Women’s College World Series 2. kör   | 5.             |
| 2013                                                                               | Mike White        | 50                   | 11                   | 0                    | .820                 | 19                  | 5                   | 0                   | .792                | 1.                  | Eugene Super Regional                 | 9.             |
| 2014                                                                               | Mike White        | 56                   | 9                    | 1                    | .856                 | 20                  | 3                   | 1                   | .854                | 1.                  | Women’s College World Series elődöntő | 3.             |
| 2015                                                                               | Mike White        | 51                   | 8                    | 0                    | .864                 | 21                  | 3                   | 0                   | .875                | 1.                  | Women’s College World Series 1. kör   | 7.             |
| 2016                                                                               | Mike White        | 48                   | 10                   | 0                    | .828                 | 20                  | 4                   | 0                   | .833                | 1.                  | Eugene Super Regional                 | 10.            |
| 2017                                                                               | Mike White        | 54                   | 8                    | 0                    | .871                 | 17                  | 6                   | 0                   | .739                | 2.                  | Women’s College World Series elődöntő | 4.             |
| 2018                                                                               | Mike White        | 53                   | 10                   | 0                    | .841                 | 21                  | 3                   | 0                   | .875                | 1.                  | Women’s College World Series 2. kör   | 6.             |
| 2019                                                                               | Melyssa Lombardi  | 22                   | 30                   | 0                    | .423                 | 5                   | 19                  | 0                   | .208                | 9.                  | –                                     | –              |
| 2020                                                                               | Melyssa Lombardi  | 22                   | 2                    | 0                    | .917                 | 0                   | 0                   | 0                   | –                   | –                   | –                                     | –              |
| 2021                                                                               | Melyssa Lombardi  | 40                   | 17                   | 0                    | .702                 | 14                  | 10                  | 0                   | .583                | 3.                  | Austin Regional Finals                | 17.            |
| 2022                                                                               | Melyssa Lombardi  | 33                   | 19                   | 0                    | .635                 | 10                  | 14                  | 0                   | .417                | 5.                  | Fayetteville Regional Finals          | 24.            |
| 2023                                                                               | Melyssa Lombardi  | 38                   | 17                   | 0                    | .691                 | 14                  | 10                  | 0                   | .583                | 5.                  | Stillwater Super Regional             | 19.            |
| Összesen                                                                           | Összesen          | 1457                 | 1004                 | 2                    | .594                 | 356                 | 437                 | 1                   | .449                | –                   | –                                     | –              |
| Jelmagyarázat: Konferenciaszezon-bajnok Részvétel a Women’s College World Seriesen |                   |                      |                      |                      |                      |                     |                     |                     |                     |                     |                                       |                |

## Women’s College World Series
| Év   | Ellenfél                                                                                            | Kör                            | GY/V      | Eredmény        |
| ---- | --------------------------------------------------------------------------------------------------- | ------------------------------ | --------- | --------------- |
| 1976 | Minnesota Golden Gophers Mayville State Comets Indiana State Sycamores                              | Első                           | V GY V    | 5–1 11–0 14–6   |
| 1977 | Massachusetts Minutewomen Utah State Aggies Southwest Missouri State Bears Western Michigan Broncos | Első Második Harmadik          | GY V GY V | 7–3 5–0 2–1 1–0 |
| 1989 | Cal Poly Pomona Broncos South Carolina Gamecocks Arizona Wildcats                                   | Első Második Harmadik          | V GY V    | 1–0 4–0         |
| 2012 | Arizona State Sun Devils Tennessee Volunters California Golden Bears                                | Első Második                   | V GY V    | 3–1 6–3         |
| 2014 | Florida State Seminoles Florida Gators Oklahoma Sooners Alabama Crimson Tide                        | Első Második Országos elődöntő | GY V GY V | 3–0 4–0 4–2 2–0 |
| 2015 | UCLA Bruins Alabama Crimson Tide                                                                    | Első                           | V         | 7–1 2–1         |
| 2016 | Washington Huskies Baylor Bears LSU Tigers Oklahoma Sooners                                         | Első Második Országos elődöntő | V GY V    | 3–1 7–4 4–1 4–2 |
| 2018 | Arizona State Sun Devils Washington Huskies Florida State Seminoles                                 | Első Második                   | GY V      | 11–6 6–2 4–1    |

## Díjak és kitüntetések

### Konferenciadíjak
Pac-12 Év játékosa
- Katie Wiese (1989)

Pac-12 Év dobójátékosa
- Jessica Moore (2013)
- Cheridan Hawkins (2014, 2015, 2016)
- Megan Kleist (2018)

Pac-12 Év új játékosa
- Jennifer Salling (2007)
- Samantha Pappas (2010)
- Jenna Lilley (2015)
- Megan Kleist (2016)

Pac-12 Év védője
- Janelle Lindvall (2016)

Pac-12 Év edzője
- Teresa Wilson (1989)
- Mike White (2013, 2014, 2016)

### Nemzeti díjak
NFCA Év elkapója
- Gwen Svekis (2018)
- Terra McGowan (2023)

## Fordítás
- Ez a szócikk részben vagy egészben  az   Oregon Ducks softball című angol Wikipédia-szócikk ezen változatának fordításán alapul.  Az eredeti cikk szerkesztőit annak laptörténete sorolja fel. Ez a jelzés csupán a megfogalmazás eredetét és a szerzői jogokat jelzi, nem szolgál a cikkben szereplő információk forrásmegjelöléseként.